# 吉村金男
吉村金男（よしむら かねお）は日本の造園家。

## 経歴
昭和18年、東京高等造園学校卒業、その後家事造園業に従事。昭和33年、有限会社吉村造園創立。その後組織変更により株式会社吉村造園設立。代表取締役に就任し現在に至る

## 要職歴
- 昭和49年　東京都技能検定協会造園技能検定委員
- 昭和59年　中央職業能力開発協会造園工事業中央検定委員
- 昭和62年　社団法人東京都造園緑化業協会、社団法人日本庭園協会、東京都造園建設業協同組合各理事
- 平成 5年　労働省中央職業能力開発審議会専門調査員
- 平成10年　社団法人日本造園建設業協会。造園技術研修特別委員

## 受賞歴
- 昭和62年　東京都優秀技能賞(江戸の名工)
- 平成13年　日本造園学会上原敬二賞

## 著書
- 造園用手工具、機械及び作業法（職業能力開発大学校、研修研究センター編)
- 樹木剪定管理、竹垣、石積石組、樹木移植の基本作業について(社)東京都緑化業協会編
- 社団法人日本造園建設業協会10 書籍のご紹介 「造園技術 伝統の技 具体的手法とその心」 吉村金男

## 代表作
- 皇居新宮殿南庭
- 引地邸庭園　(東京都)
- 本経寺庭園　(栃木県足利市)